# Wang (patronyme)
Wang est un patronyme chinois. Wáng est la retranscription du nom de famille 王, nom de famille le plus courant en Chine continentale et porté par plus de 100 millions de personnes à travers le monde.
Wang correspond en effet à la prononciation en mandarin du sinogramme 王 (« roi ») dans les transcriptions les plus courantes (hanyu pinyin, Wade-Giles, EFEO). Le même sinogramme est lu Wong en cantonais. Les personnes portant ce nom originaires de Chine populaire et de Taïwan (où le mandarin est langue officielle) seront donc généralement appelées Wang en Occident, alors que les personnes originaires de Hong Kong (où le cantonais est langue officielle) seront généralement appelées Wong.
Wang est également la retranscription du nom de famille Wāng (汪), 57e nom de famille le plus courant en Chine continentale.

## Personnalités

### Personnalités nées avant 1900
- Wang Anshi (1021-1086) est un homme d'État et réformateur chinois.
- Wang Bi (226-249) est un lettré chinois de la période des Trois Royaumes.
- Wang Bo ou Wang Zi'an (650-676) est un poète chinois de la dynastie Tang.
- Wang Can (177-217) est un poète chinois.
- Wang Changling (698-755) est un poète chinois de la dynastie Tang.
- Wang Chong (27 – vers 100) est un philosophe chinois de la dynastie Han.
- Wang Chongyang (1113-1170) est un penseur taoïste.
- Wang Duqing (1898-1940) est un poète chinois.
- Wang Fan (228-266), mathématicien et astronome chinois.
- Wang Fu (vers 78-163), philosophe
- Wang Fuzhi (1619-1692) est un philosophe chinois de la fin de la dynastie Ming et du début de la dynastie Qing.
- Wang Guowei (1877-1927) est un écrivain chinois.
- Wang Hui (1632-1717) est un peintre chinois du début de la dynastie Qing, membre du groupe des Quatre Wang.
- Wang Jian (1598-1677) était un peintre chinois du début de la dynastie Qing, membre du groupe des Quatre Wang.
- Wang Jingwei (1883-1944) est un homme politique chinois qui collabora avec les Japonais durant la Seconde Guerre mondiale.
- Wang Jiusi (1468-1551), écrivain chinois.
- Wang Juanyong (2000-), coureur cycliste chinois.
- Liu-Wang Liming (1897-1970), féministe et suffragette chinoise.
- Wang Mang (45 av. J.-C. – 23 ap. J.-C.) est dignitaire de la cour des Han qui s'empara du pouvoir et fonda la dynastie Xin.
- Wang Meng est un ministre de l'État du Qin antérieur, au IVe siècle.
- Wang Meng (vers 1308 – vers 1385) est un peintre chinois.
- Wang Shifu (fin du XIIIe siècle – début du XIVe siècle) est un écrivain chinois.
- Wang Shimin (1592-1680) est un peintre chinois du début de la dynastie Qing, membre du groupe des Quatre Wang.
- Wang Wei (vers 701 – 761) est un peintre et écrivain chinois.
- Wang Wei (1597-1647) est une courtisane et écrivaine chinoise.
- Wang Xiaohong (née en 1968), nageuse chinoise.
- Wang Yangming (1472-1528) est un philosophe chinois.
- Wang Yuanlu (vers 1849 – 1931) est un prêtre taoïste.
- Wang Yuanqi (1642-1715) est un peintre chinois du début de la dynastie Qing, membre du groupe des Quatre Wang.
- Wang Yun (137-192) est un ministre chinois.
- Wang Yun (1227-1304), poète chinois.
- Wang Yun (1749-1819), poétesse et dramaturge chinoise.
- Wang Zhaojun est une femme du harem de l'empereur Yuan, qui fut donnée comme épouse à Hu Hanxie, chanyu des Xiongnu.
- Wang Zhenyi est une astronome chinoise.

### Nés entre 1900 et 1999
- Alexander Wang (né en 1987), styliste américain.
- Andrew Wang (né en 1928), homme d'affaires taïwanais impliqué dans l'affaire des frégates de Taïwan.
- Wang Anyi (née en 1954), femme écrivain chinoise.
- Wang Bing (né en 1967), cinéaste chinois.
- Casimir Wang Milu (1943-2017), prélat catholique et dissident chinois.
- Wang Chao (né en 1964), réalisateur chinois.
- Wang Chi-lin (né en 1995), joueur de badminton taïwanais.
- Wang Chiu-chiang (né en 1957), peintre chinois.
- Wang Chunli (née en 1984), biathlète chinoise.
- Wang Ciyue (née en 1999), nageuse synchronisée chinoise.
- Wang Danfeng (1924-2018), actrice chinoise.
- Wang Du (né en 1956), artiste plasticien chinois.
- Wang Fang
- Wang Fanxi (1907-2002), militant politique chinois.
- Wang Guangmei (1921-2006), femme de Liu Shaoqi, l'un des dirigeants du Parti communiste chinois.
- Wang Guanyin (né en 1986), gymnaste chinois.
- Wang Haizhen, mannequin et une actrice chinoise.
- Wang Hao, joueur d'échecs chinois.
- Wang Hao (1921-1995), logicien, philosophe et mathématicien sino-américain.
- Wang Hao, joueur de tennis de table chinois.
- Wang Hongwen (1933 ou 1935 – 1992), homme politique chinois.
- Wang Houjun (1943-2012), footballeur international chinois.
- Wang Hui-Ling (née en 1964), scénariste chinoise.
- Jackson Wang (né en 1994), athlète olympique et rappeur, chanteur, danseur membre du groupe de Kpop GOT7
- Jane-Ling Wang, statisticienne américaine.
- Jian Jun Wang (né en 1980), pongiste chinois.
- Wang Jianan
- Wang Jiao (née en 1988), lutteuse chinoise.
- Wang Jiaxiang (1906-1974), dirigeant du Parti communiste chinois.
- Wang Jingjing (née en 1981), coureuse cycliste chinoise.
- Jonathan Wang ( -), producteur américain de cinéma ;
- Wang Ju-hsuan (née en 1961), femme d'État taïwanaise.
- Wang Juan
- Wang Junxia (née en 1973), athlète chinoise spécialiste des courses de fond.
- Wang Kenan (1980-2013), plongeur chinois.
- Wang Kwo-tsai (né en 1959), homme d'État taïwanais.
- Wang Leehom (né en 1976), chanteur et compositeur américano-taïwanais.
- Wang Lei
- Wang Li (1900-1986), linguiste chinois.
- Lijun Wang (né en 1966), physicien chinois.
- Wang Lili (née en 1992), joueuse chinoise de basket-ball.
- Wang Liqin (né en 1978), joueur de tennis de table chinois.
- Wang Liping
- Wang Liqun (né en 1945), historien chinois.
- Louis Schwizgebel-Wang (né en 1987), pianiste suisse de mère chinoise.
- Lulu Wang (née en 1960), femme de lettres chinoise habitant aux Pays-Bas.
- Lulu Wang (née en 1983), cinéaste américano-asiatique.
- Wang Manli (née en 1973), patineuse de vitesse chinoise.
- Wang Manyu (née en 1999), pongiste chinoise
- Wang Meifang (né en 1950), peintre chinois (peinture traditionnelle).
- Wang Mei-hua (née en 1958), femme d'État taïwanaise.
- Wang Meiyin (né en 1988), coureur cycliste chinois.
- Wang Mengjie (née en 1995-), joueuse chinoise de volley-ball.
- Wang Lixiong (né en 1953), écrivain chinois spécialiste du Tibet.
- Mu-Tao Wang, mathématicien taïwanais.
- Wang Meng (né en 1934), écrivain chinois.
- Wang Meng (née en 1985), patineuse chinoise.
- Wang Ming (1904-1974), dirigeant du Parti communiste chinois.
- Nathan Wang, compositeur et acteur américain.
- Wang Nan (née en 1978), pongiste chinoise
- Wang Qiang (né en 1993), fondeur chinois
- Wang Qianyi (née en 1997), nageuse synchronisée chinois
- Wang Shanshan (née en 1990), footballeuse chinoise
- Wang Shiyan (né en 1949), peintre chinois contemporain.
- Wang Shi-Ting ou Shi-Ting Wang (née en 1973), joueuse de tennis taïwanaise.
- Wang Shuang (née en 1995), footballeuse chinoise.
- Taylor Wang (né en 1940), astronaute américain.
- Wang Tao (né en 1967), pongiste chinois.
- Timothy Wang (né en 1991), pongiste américain.
- Wang Tong, photographe contemporain chinois.
- Wang Tong (1993-), footballeur chinois.
- Vera Wang, styliste américaine, connue, entre autres, pour ses collections de robes de mariées.
- Wayne Wang (né en 1949), réalisateur et producteur hong-kongais.
- Wang Wanxing (né en 1949), dissident chinois.
- Wang Wenxing (1939-2023), écrivain taïwanais
- Wang Xiaoming (née en 1963), pongiste franco-chinoise.
- Wang Xiaoli (née en 1989), joueuse de badminton chinoise.
- Wang Xiaoshuai (né en 1966), cinéaste chinois.
- Wang Xiaoyun (née en 1966), cryptologue et mathématicienne chinoise.
- Wang Xiji (né en 1921), ingénieur aérospatial chinois.
- Wang Xin (née en 1992), plongeuse de tremplin chinoise.
- Wang Xin (né en 1992), coureur cycliste chinois.
- Wang Xudong (né en 1946), ministre de l'Industrie informatique chinois.
- Wang Yibo (né le 5 août 1997), acteur, chanteur, rappeur, danseur hip-hop.
- Wang Ying
- Wang Yafan (née en 1994), joueuse chinoise de tennis.*
- Yang Wang (né en 1990), pongiste slovaque.
- Wang Yidi (née en 1997), pongiste chinoise.
- Wang Yu ou Wong Yu (né en 1944), acteur hong-kongais.
- Wang Yuegu (née en 1980), pongiste singapourienne.
- Yuja Wang (née en 1987), pianiste classique chinoise.
- Wang Yue (née en 1997), judokate handisport chinoise.
- Wang Yuwei (née en 1991), rameuse chinoise.
- Wang Zeng Yi (né en 1983), pongiste polonais d'origine chinoise.
- Wang Zhizhi (né en 1977), joueur de basket-ball chinois.
- Wang Zhouyu (née en 1994), haltérophile chinoise.
- Louis Schwizgebel-Wang (né en 1987), pianiste suisse de mère chinoise.

### Nés à partir de 2000
- Wang Chang (né en 2001), joueur de badminton chinois.
- Wang Chuqin (né en 2000), pongiste chinois.
- Wang Juanyong (né en 2000), coureur cycliste chinois.
- Wang Kuicheng (né en 2000), coureur cycliste chinois.
- Wang Ruidong (né en 2000), coureur cycliste chinois
- Wang Xiaomei (née en 2000), cycliste handisport chinoise.
- Wang Xinyu (née en 2001), joueuse chinoise de tennis.
- Wang Xiyu (née en 2001), joueuse chinoise de tennis.
- Wang Zongyuan (né en 2001), plongeur chinois.

### Auteurs detaxonsdivers
- Bin Wang (?-?), herpétologiste chinois.
- Chin-shiang Wang (?-), herpétologiste taïwanais.
- Jia-fu Wang (?-?) arachnologiste chinois.
- Li-jun Wang (?-), herpétologiste chinois.
- Xin-ping Wang (?-?), arachnologiste.
- Ying-xiang Wang (?-?) (王应祥) mammalogiste chinois.
- Yu-Hsi Moltze Wang (1910-1968), zoologiste chinois ayant principalement travaillé sur les myriapodes.
- Yue-zhao Wang (?-?), herpétologiste.